# Huntington Bay
Huntington Bay és una població dels Estats Units a l'estat de Nova York. Segons el cens del 2000 tenia 1.496 habitants.

## Demografia
Segons el cens del 2000, Huntington Bay tenia 1.496 habitants, 539 habitatges, i 454 famílies. La densitat de població era de 560,8 habitants/km².
Dels 539 habitatges en un 33,4% hi vivien nens de menys de 18 anys, en un 75,9% hi vivien parelles casades, en un 5,4% dones solteres, i en un 15,6% no eren unitats familiars. En el 12,6% dels habitatges hi vivien persones soles el 8,2% de les quals corresponia a persones de 65 anys o més que vivien soles. El nombre mitjà de persones vivint en cada habitatge era de 2,78 i el nombre mitjà de persones que vivien en cada família era de 3,02.
Per edats la població es repartia de la següent manera: un 23,7% tenia menys de 18 anys, un 5,6% entre 18 i 24, un 18,9% entre 25 i 44, un 35,4% de 45 a 60 i un 16,4% 65 anys o més.
L'edat mediana era de 46 anys. Per cada 100 dones de 18 o més anys hi havia 95,4 homes.
La renda mediana per habitatge era de 151.816 $ i la renda mediana per família de 163.820 $. Els homes tenien una renda mediana de 100.000 $ mentre que les dones 55.893 $. La renda per capita de la població era de 71.798 $. Cap de les famílies i el 2% de la població estaven per davall del llindar de pobresa.